# 維索基島
維索基島是俄羅斯的島嶼，位於共青團員島和十月革命島之間的喀拉海，屬於北地群島的一部分，由克拉斯諾亞爾斯克邊疆區負責管轄，長4.3公里、寬2公里，最高點海拔高度42米，島上無人居住。